# Dicranoweisia papuana
Dicranoweisia papuana là một loài Rêu trong họ Dicranaceae. Loài này được Dixon mô tả khoa học đầu tiên năm 1943.